# مارت استام
 مارس استام (انگلیسی: Mart Stam؛ ۵ اوت ۱۸۹۹ – ۲۱ فوریهٔ ۱۹۸۶) یک معمار اهل هلند بود.